# Marée noire de Mingbulak
 (août 2021).
 (avril 2024).
Si vous disposez d'ouvrages ou d'articles de référence ou si vous connaissez des sites web de qualité traitant du thème abordé ici, merci de compléter l'article en donnant les références utiles à sa vérifiabilité et en les liant à la section « Notes et références ».
La marée noire de Mingbulak, également connue sous le nom de marée noire de la vallée de Fergana, a été la pire marée noire de l'histoire de l'Asie[réf. nécessaire].

## Marée noire
Le déversement de pétrole a été causé par une éruption le 2 mars 1992 dans le champ pétrolifère de Mingbulak dans la vallée de Fergana, en Ouzbékistan, au puits n°5. Le pétrole brut libéré du puits a brûlé pendant deux mois. L'éruption a entraîné la libération de 35 000 barils (5 600 m³) à 150 000 barils (24 000 m³) par jour. Au total, 2 000 000 barils (320 000 m³) ont été collectés derrière des digues de secours. Le pétrole a cessé de couler de lui même. Au total, 285 000 tonnes de pétrole ont été déversées, il s'agissait de la cinquième plus grande marée noire de l'histoire et du plus grand déversement de pétrole à l'intérieur des terres de l'histoire.